# سیکلید کوتوله پاندا
سیچلاید کوتوله پاندا که بنام سیچلاید نایسن نیز شناخته میشود گونه‌ای ماهی از خانواده سیچلایدهاست که بومی زیستگاه‌های آب سیاه محلی بسیار محدود در مطقه Quebrada Carahuayte، و یک شاخه کوچک در زهکشی رودخانه اوکایالی، در جنوب پرو است.  اندازه نر حداکثر به ۸ سانتیمتر (۳ اینچ) میرسدو ماده تا حدودی کوچکتر باقی می ماند. ماده‌های باردار  آپیستوگرام ، رنگ هشدار زرد و مشکی روشن به خود می‌گیرند: در این گونه به طور غیرمعمول، یک ماده سالم و بدون تنش این رنگ را حفظ می‌کند. این گونه ماهی آکواریومی محبوبی در میان علاقه‌مندان به سیچلایدهای کوتوله است ،  اگرچه اغلب در بازار عمومی ماهی‌های خانگی دیده نمی‌شود.

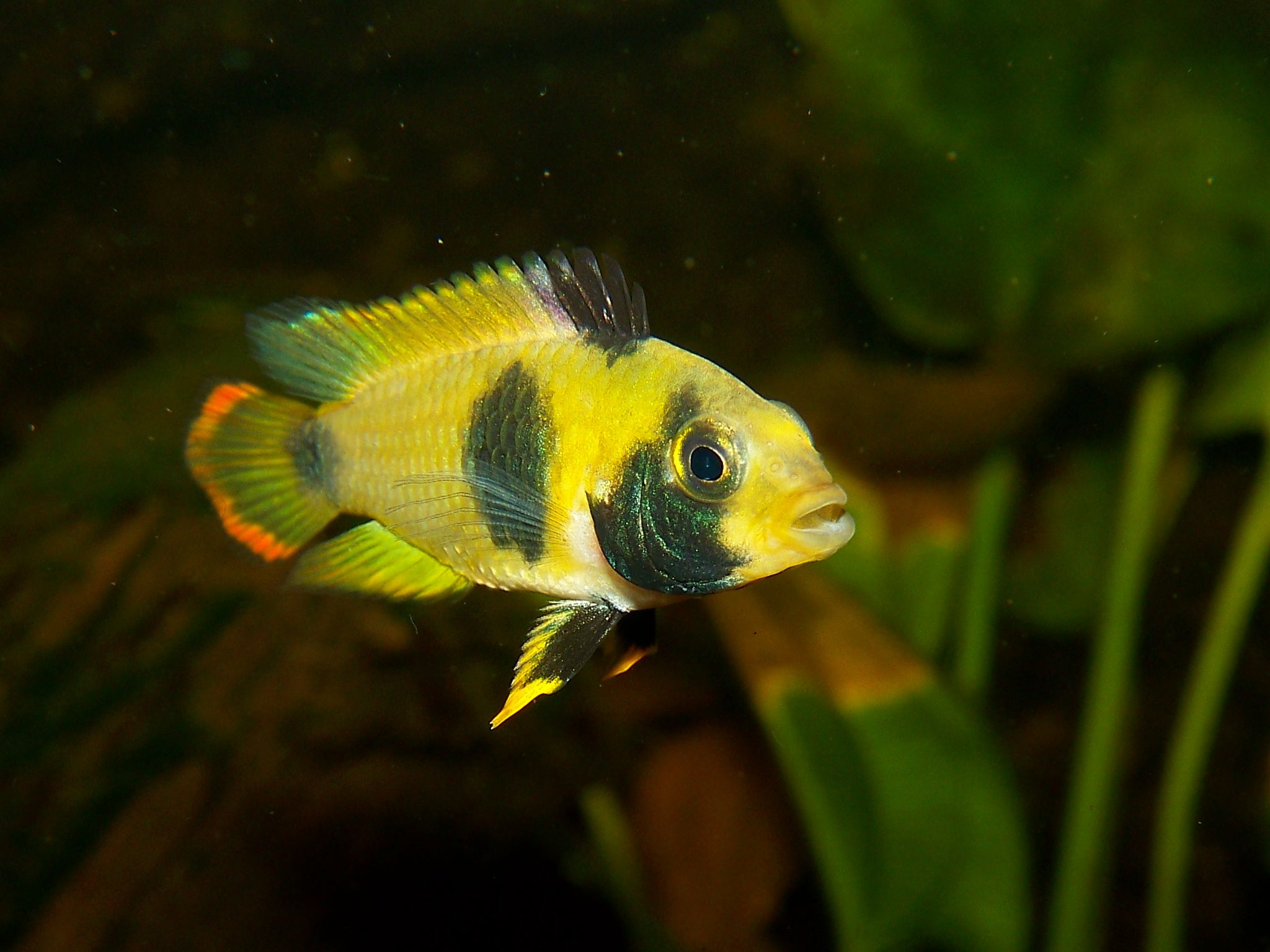
Apistogramma nijsseni بالغ زن.

این گونه به نام هان نایسن(Han Nijssen)، گیاه شناس هلندی نامگذاری شده است 

## همچنین ببینید
- لیست گونه های ماهی آکواریومی آب شیرین